# Mesostenus fidalgoi
Mesostenus fidalgoi là một loài tò vò trong họ Ichneumonidae.